# Briton Hadden

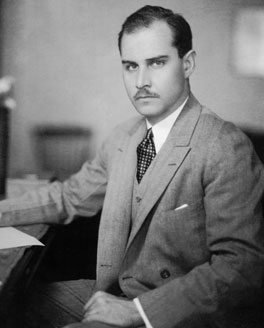
Hadden em 1928

Briton Hadden (18 de fevereiro de 1898 - 27 de fevereiro de 1929) foi o co-fundador da revista Time com seu colega de classe de Yale, Henry Luce. Ele foi o primeiro editor da Time e o inventor de seu revolucionário estilo de escrita, conhecido como Timestyle. Embora tenha morrido aos 31 anos, foi considerado um dos jornalistas mais influentes dos anos 20, um mestre inovador e estilista, e uma figura icônica da Era do Jazz.